# Balsamgau
Der Balsamgau, auch Gau Balcsem oder Balsamer Land genannt, war eine mittelalterliche Gaugrafschaft in der südöstlichen Hälfte der späteren Altmark. Er lag nördlich von Magdeburg zwischen den Flüssen Milde-Biese-Aland und Elbe. Die neuere Forschung zweifelte seine Existenz an, vielmehr wurde er im 12./13. Jahrhundert neu geschaffen.
Die Halberstädter Bischofschroniken enthielten ein auf 814 datiertes Immunitätsprivileg Ludwigs des Frommen für das entsprechende Bistum. In dessen Grenzbeschreibung erschien Belkesheim. Die Forschung wertete die Urkunde als Ganzfälschung aus der ersten Hälfte des 11. Jahrhunderts. Die Chronik verzeichnete an einer weiteren Stelle den Balsamgau als Teil der Grenzbestätigung durch Benedikt VIII., Papst der römisch-katholischen Kirche (1012–1024). Auch dies wurde als Fälschung eingestuft. In beiden Fällen veranlasste sie vermutlich Arnulf, Bischof von Halberstadt (996–1023). Der Grund lag im Jahr 1004 – der Wiedererrichtung des Bistums Merseburg und der damit einhergehenden Bedrohung des Halberstädter Territoriums. Anno 1070 tauschte Gaugraf Wiprecht von Groitzsch seine ererbte Herrschaft Balsamgau mit Markgraf Udo II. gegen die Burg Groitzsch im Osterland ein.

Die meisten Archidiakonate des Bistums Halberstadt entstanden gegen Ende des 11. Jahrhunderts. In der Altmark gelang die endgültige Einbindung in die kirchlichen Strukturen erst nach der Mitte des 12. Jahrhunderts. So wurde der Balsambann das früheste Mal 1194 erwähnt. Er füllte das Gros des dortigen Teils der Diözese aus. Als Sitz diente Tangermünde. Das Recht zur Präsentation stand dem Markgrafen von Brandenburg zu. Das Landbuch Kaiser Karls IV. von 1375 zeigte, von welchen weltlichen Erträgen der kirchliche Amtsträger lebte (Hebungen in Groß Ballerstedt, Klein Schwarzlosen und Miltern, 2-Hufen-Hof in letzterem Dorf).